# 영종도
영종도(永宗島) 또는 영종용유도(永宗龍游島)는 인천광역시 중구의 섬이다. 이 섬의 운서동에는 인천국제공항이 있다.
영종도는 대한민국에서 6번째로 넓은 섬으로, 면적은 115.52 km2이다. 이 섬의 인구는 부속섬인 무의도를 포함해 2025년 4월 말 주민등록 기준으로 13만 320명이다.

## 역사
고려국에서 송나라 사신을 영접한 객관으로 경원정이 자연도(지금의 영종도)에는 있었다.
영종도는 《고려사》·《세종실록》·《신증동국여지승람》 등에 자연도(紫燕島)로 기록되어 있다. 이는 '제비가 많은 섬'이라는 뜻이다.
조선 후기 효종 때 수군진인 영종진(永宗鎭)이 설치되었다.
| Daedongyeojido (Gyujanggak) 13-05.jpg |  |
|                                       |  |

1875년 일본 운요호의 포격으로 영종진에 주둔하던 조선군 수십명이 전사하고, 주변이 약탈당했다.

### 공항 건설과 간척
인천국제공항을 만들 부지를 확보하기 위해 1992년 11월 21일부터 1994년 10월 30일까지 영종도와 용유도, 삼목도, 신불도 사이를 방조제로 연결하고, 바다와 분리된 간석지를 간척해서 현재의 영종도가 되었다.

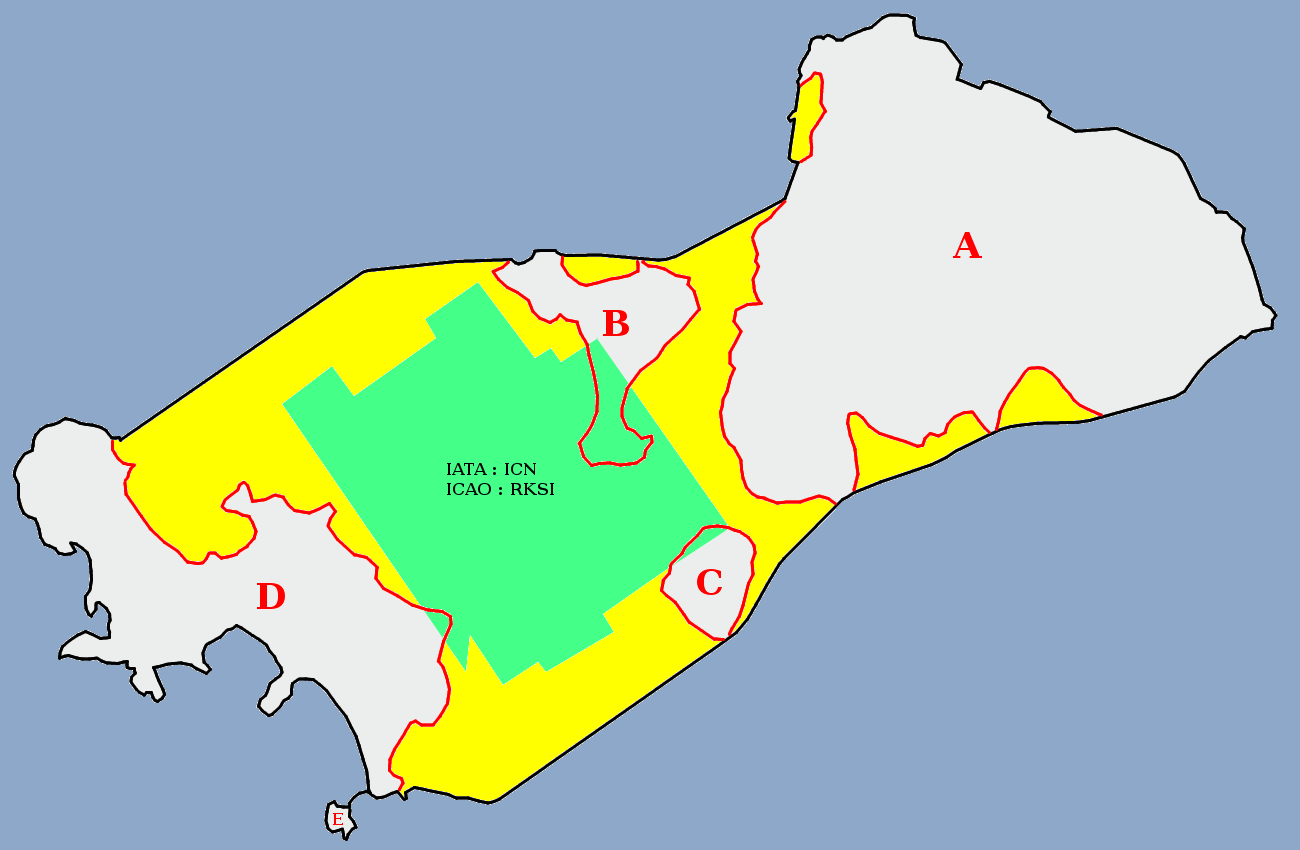
A: 영종도, B: 삼목도, C: 신불도, D: 용유도, E:잠진도, 황색: 간척지, 녹색: 인천공항

## 도로 교통
육지와 연결된 연륙교는 2개로, 운렴도 위를 지나 인천광역시 서구와 연결된 영종대교(인천국제공항고속도로와 인천국제공항철도), 인천광역시 연수구와 연결된 인천대교(제2경인고속도로)가 있다. 두 도로는 모두 유료 도로로, 영종도에는 육지와 연결된 무료 도로가 없다.
2019년에 이 섬과 무의도를 잇는 무의대교가 완공되었고, 2025년 개통을 목표로 2022년 현재 영종-청라간 연륙교가 건설중이다. 또한, 영종도-신도 연도교가 2021년에 착공하여 2025년에 완공될 계획이고 인천광역시는 중장기적으로 이를 강화도까지 연결하려는 영종-강화 연도교 계획을 추진중이다.

## 주요 선착장
- 영종선착장(구읍뱃터)
- 삼목선착장
- 왕산마리나항
- 거잠포선착장

## 같이 보기
- 인천국제공항
- 용유도
- 영종용유
- 무의도
- 한국의 섬
- 예부#고려